# 大皮尼亚尔
大皮尼亚尔是巴西南大河州的一个市镇。总面积477.126平方公里，总人口4496人，人口密度9.4人/平方公里。